# يوغوسلاف
اليوغوسلاف هم أقلية تعيش في البوسنة والهرسك وصربيا لا تزال تؤمن أن الصرب والبوشناق والكروات والمونتنيغريون أمة واحدة وشعب واحد، والكلمة مأخوذة من كلمتين وتعني السلافيون الجنوبيون.

## روابط ذات صلة
- يوغوسلافيا